# TRIM25
TRIM25‏ (Tripartite motif containing 25) هوَ بروتين يُشَفر بواسطة جين TRIM25 في الإنسان.